# Congo Express
Die Fluggesellschaft Congo Express (IATA: XY, ICAO EXY) war eine in Lubumbashi beheimatete kongolesische Fluggesellschaft. Sie wurde am 1. Februar 2010 als Tochterunternehmen der südafrikanischen Regionalfluggesellschaft South African Express (49 % Anteil) und dem kongolesischen Investmentunternehmen BizAfrika Congo gegründet.
Congo Express nahm am 1. Februar 2010 Verbindungen von Lubumbashi nach Kinshasa sowie von Kinshasa nach Mbuji-Mayi auf. 2011 stieg South African Express wegen großen Verlusten aus dieser Investition aus. daraufhin stellte die Fluggesellschaft den Flugbetrieb ein.

## Flotte
Die Flotte umfasste mit Stand 25. Februar 2010 eine Maschine des Typs Canadair Regional Jet Series 200 BER. Diese wird von SA Express bereitgestellt und gewartet.

## Zwischenfälle
Am 17. April 2010 ist eine Canadair Regional Jet Series 200 BER mit Lackierung der Congo Express, jedoch im Einsatz der South African Express auf dem Flughafen Windhoek in Namibia mit nicht feststellbarem Bugrad notgelandet. Neben geringem Sachschaden gab es keinerlei Personenschäden.